# Úrvalsdeild 2010
A temporada 2010 da Úrvalsdeild foi a 99ª edição da maior competição de futebol da Islândia. É também conhecida como Pepsideild por razões de patrocínio. Começou em 10 de maio de 2010 e terminou em 25 de setembro do mesmo ano. Breiðablik conquistou o seu primeiro título, ganhando o campeonato pelo saldo de gols. Haukar e Selfoss foram os times rebaixados nessa temporada.

## Times e estádios
| Time                   | Cidade         | Estádio             |
| ---------------------- | -------------- | ------------------- |
| Breiðablik             | Kópavogur      | Kópavogsvöllur      |
| FH Hafnarfjörður       | Hafnarfjörður  | Kaplakriki          |
| Fram                   | Reykjavík      | Laugardalsvöllur    |
| Fylkir                 | Reykjavík      | Fylkisvöllur        |
| HK                     | Hafnarfjörður  | Hlíðarendi/Ásvellir |
| ÍBV Vestmannaeyjar     | Vestmannaeyjar | Hásteinsvöllur      |
| Keflavík Football Club | Keflavík       | Keflavíkurvöllur    |
| KR                     | Reykjavík      | KR-völlur           |
| Selfoss                | Selfoss        | Selfoss             |
| Stjarnan               | Garðabær       | Stjörnuvöllur       |
| UMF Grindavik          | Grindavík      | Grindavíkurvöllur   |
| Valur                  | Reykjavík      | Hlíðarendi          |

## Resultados
| Vitória do mandante. Vitória do visitante. Empate. |

|                    | BRE | FRA | FYL | GRI | HAF | HAU | ÍBV | KEF | KR  | SEL | STJ | VAL |
| ------------------ | --- | --- | --- | --- | --- | --- | --- | --- | --- | --- | --- | --- |
| Breiðablik         | -   | 2-2 | 1-0 | 2-3 | 2-0 | 0-2 | 1-1 | 0-1 | 2-1 | 3-0 | 4-0 | 5-0 |
| Fram               | 3-1 | -   | 1-2 | 2-0 | 0-3 | 0-0 | 2-0 | 2-1 | 2-3 | 3-1 | 2-1 | 2-2 |
| Fylkir             | 2-4 | 2-2 | -   | 2-0 | 2-2 | 3-0 | 1-2 | 1-2 | 1-4 | 5-2 | 3-1 | 0-1 |
| Grindavik          | 2-4 | 3-0 | 1-2 | -   | 3-1 | 1-1 | 1-2 | 0-1 | 3-3 | 1-1 | 1-1 | 1-2 |
| FH                 | 1-1 | 4-1 | 4-2 | 2-1 | -   | 3-1 | 2-3 | 5-3 | 3-2 | 2-1 | 1-3 | 1-1 |
| Haukar             | 2-4 | 2-1 | 1-1 | 2-3 | 0-1 | -   | 0-3 | 2-0 | 3-3 | 2-3 | 0-5 | 2-1 |
| ÍBV Vestmannaeyjar | 1-1 | 1-0 | 2-0 | 0-1 | 1-3 | 3-2 | -   | 2-1 | 2-4 | 3-0 | 2-1 | 3-1 |
| Keflavík           | 0-2 | 1-1 | 2-1 | 1-1 | 1-1 | 1-1 | 4-1 | -   | 0-1 | 2-1 | 2-2 | 3-1 |
| KR                 | 1-3 | 2-1 | 3-0 | 1-0 | 0-1 | 2-2 | 1-0 | 0-0 | -   | 1-2 | 3-1 | 1-2 |
| Selfoss            | 1-3 | 1-2 | 1-3 | 5-2 | 0-2 | 3-0 | 0-2 | 3-2 | 0-3 | -   | 2-2 | 2-3 |
| Stjarnan           | 0-0 | 2-3 | 2-1 | 4-0 | 1-4 | 2-2 | 0-2 | 4-0 | 2-2 | 3-2 | -   | 1-1 |
| Valur              | 0-2 | 1-3 | 5-2 | 0-0 | 2-2 | 2-2 | 1-1 | 0-2 | 1-4 | 2-1 | 5-1 | -   |

## Artilheiros
14 gols
- Atli Viðar Björnsson (FH)
- Alfreð Finnbogason (Breiðablik)
- Gilles Mbang Ondo (Grindavik)

13 gols
- Halldór Björnsson Orri (Stjarnan)

12 gols
- Kristinn Steindórsson (Breiðablik)

10 gols
- Guðjón Baldvinsson (KR)

9 gols
- Tryggvi Guðmundsson (ÍBV Vestmannaeyjar)
- Jóhann Þórhallsson (Fylkir)

## Prêmios
- Jogador do ano: Alfreð Finnbogason (Breiðablik)
- Revelação do ano: Kristinn Steindórsson (Breiðablik)
- Técnico do ano: Ólafur Helgi Kristjánsson (Breiðablik)
- Árbitro do ano: Gunnar Jarl Jónsson
- Time "fair play" do ano: Breiðablik
- Jogador "fair play" do ano: Fjalar Thorgeirsson
- Torcedores do ano: Selfoss

### Time do ano
- Goleiro: Ingvar Þór Kale (Breiðablik)
- Defesa: Kristinn Jónsson, Elfar Freyr Helgason (ambos do Breiðablik), Jón Guðni Fjóluson (Fram), James Hurst  (ÍBV Vestmannaeyjar)
- Meio-campo: Ólafur Páll Snorrason (FH), Kristinn Steindórsson, Jokull Elisabetarson) (ambos do Breiðablik), Baldur Sigurðsson (KR).
- Ataque: Alfreð Finnbogason (Breiðablik), Atli Viðar Björnsson (FH)